# Johann Georg von Hahn
Johann Georg von Hahn, född 11 juli 1811 i Frankfurt am Main, död 23 september 1869 i Jena, var en österrikisk diplomat, upptäcktsresande och albanolog. 
Hahn blev 1847 konsul i Janina, 1851 i Syra och var från 1869 generalkonsul i Aten. Han företog studier och resor i skilda delar av Osmanska riket och anses som grundläggare av den moderna albanologin. Han samlade på plats in material, lärde sig tala albanska och visade att albanskan med all sannolikhet var ett indoeuropeiskt språk.